# Alexander Voitl
Alexander Voitl (* 1964 in Erlangen) ist ein deutscher Verwaltungsjurist. Er ist seit 2018 Ministerialdirektor im Bayerischen Staatsministerium der Finanzen und für Heimat.

## Leben

### Ausbildung
Voitl legte 1983 das Abitur am Gymnasium Fridericianum Erlangen ab und leistete von 1983 bis 1984 den Grundwehrdienst ab. Anschließend studierte er als Mitglied der Stiftung Maximilianeum von 1984 bis 1990 Rechtswissenschaften an der Universität München. Davon war er ein Jahr (1986/87) Austauschstudent der Stiftung Maximilianeum am Brasenose College der Universität Oxford. Zudem war er Stipendiat der Studienstiftung des Deutschen Volkes.
Er legte 1990 das erste juristische Staatsexamen ab und absolvierte von 1990 bis 1993 das Rechtsreferendariat im Oberlandesgerichtsbezirk München. Im Jahr 1993 legte er das zweite juristische Staatsexamen ab und wurde mit einer Arbeit über „Behördliche Warnkompetenzen im Bundesstaat: zur Verteilung der Zuständigkeiten für Öffentlichkeitswarnungen im Verhältnis zwischen Bund, Ländern und Gemeinden“ bei dem Staatsrechtler Peter Lerche zum Dr. jur. an der Universität München promoviert.

### Laufbahn
Alexander Voitl trat 1993 als Referent in den Dienst des Bayerischen Staatsministeriums der Finanzen. Im Rahmen eines Außendienstes war er ab 1998 bei der Bayerischen Landesbank tätig. Er kehrte 2000 zum Staatsministerium zurück und übernahm die Leitung verschiedener Referate. Im Jahr 2013 wurde er zum Leiter der Abteilung für Recht des öffentlichen Dienstes und Personalverwaltung im Amt eines Ministerialdirigenten ernannt.
Mit Wirkung vom 1. Mai 2018 wurde Voitl unter Staatsminister Albert Füracker (CSU) zum Ministerialdirektor und ständigen Vertreter des Amtschefs im Staatsministerium der Finanzen und für Heimat sowie zum Leiter des Dienstsitzes Nürnberg ernannt.

## Veröffentlichungen (Auswahl)
- Behördliche Warnkompetenzen im Bundesstaat: zur Verteilung der Zuständigkeiten für Öffentlichkeitswarnungen im Verhältnis zwischen Bund, Ländern und Gemeinden. Dissertation, Nomos Verlag, Baden-Baden 1994, ISBN 978-3-7890-3200-4.
- mit Michael Luber: Das neue Dienstrecht in Bayern: bayerisches Beamtenrecht. C.H. Beck, München 2015, ISBN 3-406-68381-9. (2. Auflage)
- mit Ralf Brinktrine (Hrsg.): Beamtenrecht Bayern. Kommentar, C.H. Beck, München 2020, ISBN 978-3-406-74785-4.